# فرودگاه دهانگادهای
فرودگاه دهانگادهای (به انگلیسی: Dhangadhi Airport) یک فرودگاه با کد یاتا DHI است . این فرودگاه در کشور نپال قرار دارد و در ارتفاع ۲۱۰ متری از سطح دریا واقع شده‌است.

## شرکت‌های هواپیمایی و مقصدهای پروازی
| شرکت‌های هواپیمایی | مقصدهای پروازی |
| ----------------- | -------------- |
| بودا ایر          | تریبهوان       |
| Yeti Airlines     | تریبهوان       |
| نپال ایرلاینز     | تریبهوان       |